# Коган Анатолій Семенович
Анатолій Семенович Ко́ган — флейтист, концертний виконавець, музичний педагог.
Народився 12 січня 1953 року в Києві. Батько — С. Я. Коган, заслужений артист України, оперний співак; мати — Тереза Павлівна Зісерман, лікар.
Перші уроки гри на флейті отримав восени 1967 року, а в 1968 вступив до Київського музичного училища ім. Р. Глієра, яке в 1972 році закінчив з відзнакою (клас викл. Я. В. Верховинця).
1972—1977 — Київська державна консерваторія імені П. І. Чайковського (закінчив з відзнакою), клас проф. А. Ф. Проценка.
1978—1981 — асистентура-стажування, клас проф. А. Ф. Проценка.
Лауреат Українського конкурсу музикантів-виконавців на духових інструментах (1976 рік, 2 премія).
З 1984 по 1990 рік — соліст Київської державної філармонії. Виступав із сольними концертами в ансамблі з фортепіано, органом, гітарою, арфою, а також у складі Київського камерного тріо у всіх великих містах України, в Москві, Тбілісі, Баку, Єревані. Грав з Київським камерним оркестром, з Харківським і Кримським симфонічними оркестрами, з камерним оркестром Київського оперного театру та ін. В Києві здійснив цикл концертів під загальною назвою «З історії камерної музики для флейти». Соліст «Укрконцерту» і «Союзконцерту» в абонементі «Музиканти грають і розповідають».
Здійснив ряд фондових записів на Українському радіо — записав твори Баха, Генделя, Гуммеля, Енеску, Каруллі, Лисенка, Бартока, Мислівечека та ін. «Укртелефільм» випустив два фільми за участю Анатолія Когана: «Гра» (музика Й. С. Баха) і «Відлуння» (соната Платті).
З 1990 року в Ізраїлі. Диригував оркестром «Камера й Академус». Як соліст виступав з Єрусалимським симфонічним оркестром, Камератою Ізраїлю, Камерним оркестром солістів Європи (Франція) та ін. Гастролював у країнах Європи та Латинської Америки. Викладає в консерваторіях Реховота і Шоама.